# Komiker

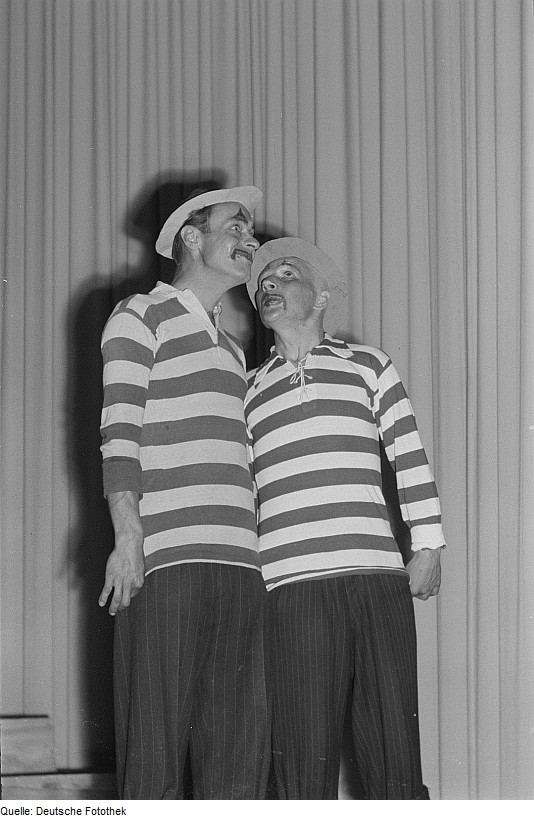
Zwei Komiker

Ein Komiker (von Komik) ist ein Künstler, der es sich zum Ziel oder Beruf gemacht hat, Mitmenschen mimisch, gestisch oder sprachlich zum Lachen zu bringen. Es gibt daher in allen künstlerischen Gattungen Komiker, auch in der Musik oder Malerei.
Als Komiker werden unter anderem auch Personen bezeichnet, die beispielsweise als (Mit)erschaffer eines Films, einer Serie oder einer Show im Comedy-Bereich des Öfteren tätig sind. Ebenso gibt es musikalische Künstler, die humorvolle Musikstücke veröffentlichen und als Komiker bezeichnet werden. Puppenspieler, Bauchredner, Imitatoren oder Pantomime sind vor allem dafür bekannt, sich bei der Ausübung ihrer Kunst in der Komik zu bedienen.
Abgeleitet davon ist beim Theater das Rollenfach (zum Beispiel: „Komische Alte“, „Jugendlicher Komiker“), im Filmwesen Comic Relief genannt.
Der Begriff wird bisweilen auch abfällig gebraucht, wenn sich jemand durch lächerliche Vorschläge oder Handlungen hervortut.

## Nachbarbegriffe
Ein Komiker im Zirkus wird als Clown bezeichnet. Allerdings sprechen die meisten Clowns (in Gegensatz zum Komiker im Varieté oder auf der Bühne) im Zirkus nicht, wirken aber durch ihre Handlungen komisch.
Ein Kabarettist ist ein Komiker, der auf humorvolle Weise politische Botschaften darstellt oder Kritik an politischen oder gesellschaftlichen Vorgängen übt (vgl. das Kabarett der Komiker von 1924). Dieser Zusammenhang gilt allerdings nicht wechselseitig. So bedeutet die Tatsache, dass ein Kabarettist ein Komiker sein kann, nicht, dass der Komiker auch gleichzeitig Kabarettist ist. Das Kabarett und das Komische unterscheiden sich in vielerlei Hinsicht. Als Unterscheidungskriterien können hier z. B. Art der Witze und inhaltliche Substanz herangezogen werden.
Bei der Stand-up-Comedy geht es dagegen mehr um persönliche Situationen, die in engem Kontakt und Dialog mit dem Publikum dargestellt werden. In diesem Zusammenhang findet in den letzten Jahren auch im deutschsprachigen Raum vermehrt der Ausdruck Comedian Verbreitung, der die englische Übersetzung des Wortes Komiker ist, oder als weibliche Form Comedienne.
Komödiant wird einerseits synonym zu Komiker genutzt, im Speziellen ist es die Bezeichnung für Schauspieler von Rollen des komödiantischen Fachs.
Autoren, die humorvolle Texte verfassen, werden als Humoristen bezeichnet.